# NGC 2276
NGC 2276 је спирална галаксија у сазвежђу Цефеј која се налази на NGC листи објеката дубоког неба.
Деклинација објекта је + 85° 45' 18" а ректасцензија 7h 27m 13,6s. Привидна величина (магнитуда) објекта NGC 2276 износи 11,3 а фотографска магнитуда 12,0. Налази се на удаљености од 36,8000 милиона парсека од Сунца. NGC 2276 је још познат и под ознакама .